# Motorrad-Weltmeisterschaft 2001
Die Motorrad-WM-Saison 2001 war die 53. in der Geschichte der FIM-Motorrad-Straßenweltmeisterschaft.
In allen Klassen wurden 16 Rennen ausgetragen.

## Punkteverteilung
Weltmeister wird derjenige Fahrer beziehungsweise der Hersteller, der bis zum Saisonende die meisten Punkte in der Weltmeisterschaft angesammelt hat. Bei der Punkteverteilung werden die Platzierungen im Gesamtergebnis des jeweiligen Rennens berücksichtigt. Die fünfzehn erstplatzierten Fahrer jedes Rennens erhalten Punkte nach folgendem Schema:
| Punkteverteilung | Punkteverteilung | Punkteverteilung | Punkteverteilung | Punkteverteilung | Punkteverteilung | Punkteverteilung | Punkteverteilung | Punkteverteilung | Punkteverteilung | Punkteverteilung | Punkteverteilung | Punkteverteilung | Punkteverteilung | Punkteverteilung | Punkteverteilung |
| ---------------- | ---------------- | ---------------- | ---------------- | ---------------- | ---------------- | ---------------- | ---------------- | ---------------- | ---------------- | ---------------- | ---------------- | ---------------- | ---------------- | ---------------- | ---------------- |
| Platz            | 1                | 2                | 3                | 4                | 5                | 6                | 7                | 8                | 9                | 10               | 11               | 12               | 13               | 14               | 15               |
| Punkte           | 25               | 20               | 16               | 13               | 11               | 10               | 9                | 8                | 7                | 6                | 5                | 4                | 3                | 2                | 1                |

In die Wertung kamen alle erzielten Resultate.

## 500-cm³-Klasse

### Rennergebnisse
|    | Datum  | Rennen                 | Strecke        | Platz 1         | Platz 2         | Platz 3           | Pole-Position   | Schn. Rennrunde | Gesamtführender Fahrer | Gesamtführender Konstrukteur |
| -- | ------ | ---------------------- | -------------- | --------------- | --------------- | ----------------- | --------------- | --------------- | ---------------------- | ---------------------------- |
| 1  | 08.04. | GP von Japan           | Suzuka         | Valentino Rossi | Garry McCoy     | Max Biaggi        | Loris Capirossi | Tōru Ukawa      | Valentino Rossi        | Honda                        |
| 2  | 22.04. | GP von Südafrika       | Welkom         | Valentino Rossi | Loris Capirossi | Tōru Ukawa        | Valentino Rossi | Valentino Rossi | Valentino Rossi        | Honda                        |
| 3  | 06.05. | GP von Spanien         | Jerez          | Valentino Rossi | Norick Abe      | Àlex Crivillé     | Valentino Rossi | Valentino Rossi | Valentino Rossi        | Honda                        |
| 4  | 20.05. | GP von Frankreich      | Le Mans        | Max Biaggi      | Carlos Checa    | Valentino Rossi   | Max Biaggi      | Max Biaggi      | Valentino Rossi        | Honda                        |
| 5  | 03.06. | GP von Italien         | Mugello        | Alex Barros     | Loris Capirossi | Max Biaggi        | Valentino Rossi | Valentino Rossi | Valentino Rossi        | Honda                        |
| 6  | 17.06. | GP von Katalonien      | Barcelona      | Valentino Rossi | Max Biaggi      | Loris Capirossi   | Valentino Rossi | Valentino Rossi | Valentino Rossi        | Honda                        |
| 7  | 30.06. | 71. Dutch TT           | Assen          | Max Biaggi      | Valentino Rossi | Loris Capirossi   | Loris Capirossi | Valentino Rossi | Valentino Rossi        | Honda                        |
| 8  | 08.07. | GP von Großbritannien  | Donington      | Valentino Rossi | Max Biaggi      | Alex Barros       | Valentino Rossi | Valentino Rossi | Valentino Rossi        | Honda                        |
| 9  | 22.07. | 65. GP von Deutschland | Sachsenring    | Max Biaggi      | Carlos Checa    | Shin’ya Nakano    | Max Biaggi      | Shin’ya Nakano  | Valentino Rossi        | Honda                        |
| 10 | 26.08. | GP von Tschechien      | Brünn          | Valentino Rossi | Àlex Crivillé   | Loris Capirossi   | Max Biaggi      | Valentino Rossi | Valentino Rossi        | Honda                        |
| 11 | 09.09. | GP von Portugal        | Estoril        | Valentino Rossi | Loris Capirossi | Garry McCoy       | Max Biaggi      | Loris Capirossi | Valentino Rossi        | Honda                        |
| 12 | 23.09. | GP von Valencia        | Valencia       | Sete Gibernau   | Alex Barros     | Kenny Roberts jr. | Max Biaggi      | Sete Gibernau   | Valentino Rossi        | Honda                        |
| 13 | 07.10. | GP des Pazifiks        | Motegi         | Valentino Rossi | Alex Barros     | Loris Capirossi   | Loris Capirossi | Valentino Rossi | Valentino Rossi        | Honda                        |
| 14 | 14.10. | GP von Australien      | Phillip Island | Valentino Rossi | Max Biaggi      | Loris Capirossi   | Max Biaggi      | Max Biaggi      | Valentino Rossi        | Honda                        |
| 15 | 21.10. | GP von Malaysia        | Sepang         | Valentino Rossi | Loris Capirossi | Garry McCoy       | Loris Capirossi | Valentino Rossi | Valentino Rossi        | Honda                        |
| 16 | 03.11. | GP von Rio de Janeiro  | Jacarepagua    | Valentino Rossi | Carlos Checa    | Max Biaggi        | Valentino Rossi | Valentino Rossi | Valentino Rossi        | Honda                        |

### Fahrerwertung
| 1  | Valentino Rossi          | Honda     | 325 |
| 2  | Max Biaggi               | Yamaha    | 219 |
| 3  | Loris Capirossi          | Honda     | 210 |
| 4  | Alex Barros              | Honda     | 182 |
| 5  | Shin’ya Nakano           | Yamaha    | 155 |
| 6  | Carlos Checa             | Yamaha    | 137 |
| 7  | Norick Abe               | Yamaha    | 137 |
| 8  | Àlex Crivillé            | Honda     | 120 |
| 9  | Sete Gibernau            | Suzuki    | 119 |
| 10 | Tōru Ukawa               | Honda     | 107 |
| 11 | Kenny Roberts jr.        | Suzuki    | 97  |
| 12 | Garry McCoy              | Yamaha    | 88  |
| 13 | Jürgen van den Goorbergh | Proton KR | 65  |
| 14 | Noriyuki Haga            | Yamaha    | 59  |

| 15 | Olivier Jacque    | Yamaha         | 59 |
| 16 | José Luis Cardoso | Yamaha         | 45 |
| 17 | Haruchika Aoki    | Honda          | 33 |
| 18 | Anthony West      | Honda          | 27 |
| 19 | Leon Haslam       | Honda          | 13 |
| 20 | Chris Walker      | Honda          | 9  |
| 21 | Yukio Kagayama    | Suzuki         | 6  |
| 22 | Johan Stigefelt   | Sabre          | 6  |
| 23 | Brendan Clarke    | Honda          | 5  |
| 24 | Barry Veneman     | Honda          | 4  |
| 25 | Mark Willis       | Pulse          | 3  |
|    | Jay Vincent       | Pulse / Yamaha | 3  |
| 27 | Jarno Janssen     | Honda          | 1  |

### Konstrukteurswertung
| 1 | Honda  | 367 |
| 2 | Yamaha | 295 |
| 3 | Suzuki | 153 |
| 4 | Proton | 65  |
| 5 | Sabre  | 6   |
| 6 | Pulse  | 3   |

## 250-cm³-Klasse

### Rennergebnisse
|    | Datum  | Rennen                 | Strecke        | Platz 1           | Platz 2         | Platz 3           | Pole-Position  | Schn. Rennrunde   | Gesamtführender Fahrer | Gesamtführender Konstrukteur |
| -- | ------ | ---------------------- | -------------- | ----------------- | --------------- | ----------------- | -------------- | ----------------- | ---------------------- | ---------------------------- |
| 1  | 08.04. | GP von Japan           | Suzuka         | Daijirō Katō      | Tetsuya Harada  | Roberto Locatelli | Daijirō Katō   | Daijirō Katō      | Daijirō Katō           | Honda                        |
| 2  | 22.04. | GP von Südafrika       | Welkom         | Daijirō Katō      | Marco Melandri  | Tetsuya Harada    | Daijirō Katō   | Marco Melandri    | Daijirō Katō           | Honda                        |
| 3  | 06.05. | GP von Spanien         | Jerez          | Daijirō Katō      | Tetsuya Harada  | Marco Melandri    | Daijirō Katō   | Daijirō Katō      | Daijirō Katō           | Honda                        |
| 4  | 20.05. | GP von Frankreich      | Le Mans        | Daijirō Katō      | Tetsuya Harada  | Marco Melandri    | Daijirō Katō   | Daijirō Katō      | Daijirō Katō           | Honda                        |
| 5  | 03.06. | GP von Italien         | Mugello        | Tetsuya Harada    | Roberto Rolfo   | Marco Melandri    | Tetsuya Harada | Roberto Locatelli | Daijirō Katō           | Honda                        |
| 6  | 17.06. | GP von Katalonien      | Barcelona      | Daijirō Katō      | Tetsuya Harada  | Roberto Rolfo     | Daijirō Katō   | Daijirō Katō      | Daijirō Katō           | Honda                        |
| 7  | 30.06. | 71. Dutch TT           | Assen          | Jeremy McWilliams | Emilio Alzamora | David De Gea      | Tetsuya Harada | Tetsuya Harada    | Daijirō Katō           | Honda                        |
| 8  | 08.07. | GP von Großbritannien  | Donington      | Daijirō Katō      | Roberto Rolfo   | Marco Melandri    | Daijirō Katō   | Daijirō Katō      | Daijirō Katō           | Honda                        |
| 9  | 22.07. | 65. GP von Deutschland | Sachsenring    | Marco Melandri    | Daijirō Katō    | Tetsuya Harada    | Tetsuya Harada | Marco Melandri    | Daijirō Katō           | Honda                        |
| 10 | 26.08. | GP von Tschechien      | Brünn          | Tetsuya Harada    | Marco Melandri  | Daijirō Katō      | Tetsuya Harada | Marco Melandri    | Daijirō Katō           | Honda                        |
| 11 | 09.09. | GP von Portugal        | Estoril        | Daijirō Katō      | Marco Melandri  | Tetsuya Harada    | Tetsuya Harada | Daijirō Katō      | Daijirō Katō           | Honda                        |
| 12 | 23.09. | GP von Valencia        | Valencia       | Daijirō Katō      | Tetsuya Harada  | Fonsi Nieto       | Fonsi Nieto    | Daijirō Katō      | Daijirō Katō           | Honda                        |
| 13 | 07.10. | GP des Pazifiks        | Motegi         | Tetsuya Harada    | Emilio Alzamora | Jeremy McWilliams | Tetsuya Harada | Tetsuya Harada    | Daijirō Katō           | Honda                        |
| 14 | 14.10. | GP von Australien      | Phillip Island | Daijirō Katō      | Tetsuya Harada  | Roberto Rolfo     | Tetsuya Harada | Daijirō Katō      | Daijirō Katō           | Honda                        |
| 15 | 21.10. | GP von Malaysia        | Sepang         | Daijirō Katō      | Tetsuya Harada  | Fonsi Nieto       | Daijirō Katō   | Daijirō Katō      | Daijirō Katō           | Honda                        |
| 16 | 03.11. | GP von Rio de Janeiro  | Jacarepagua    | Daijirō Katō      | Marco Melandri  | Roberto Locatelli | Daijirō Katō   | Marco Melandri    | Daijirō Katō           | Honda                        |

### Fahrerwertung
| 1  | Daijirō Katō      | Honda   | 322 |
| 2  | Tetsuya Harada    | Aprilia | 273 |
| 3  | Marco Melandri    | Aprilia | 194 |
| 4  | Roberto Rolfo     | Aprilia | 177 |
| 5  | Fonsi Nieto       | Aprilia | 167 |
| 6  | Jeremy McWilliams | Aprilia | 141 |
| 7  | Emilio Alzamora   | Honda   | 136 |
| 8  | Roberto Locatelli | Aprilia | 134 |
| 9  | Naoki Matsudo     | Yamaha  | 112 |
| 10 | Franco Battaini   | Aprilia | 75  |
| 11 | Alex Debón        | Aprilia | 60  |
| 12 | Alex Hofmann      | Aprilia | 55  |
| 13 | Randy De Puniet   | Aprilia | 50  |
| 14 | Sylvain Guintoli  | Aprilia | 44  |
| 15 | Shahrol Yuzy      | Yamaha  | 44  |
| 16 | Sebastián Porto   | Yamaha  | 39  |
| 17 | David Checa       | Honda   | 35  |

| 18 | Klaus Nöhles       | Aprilia         | 25 |
| 19 | David De Gea       | Yamaha          | 24 |
| 20 | Lorenzo Lanzi      | Aprilia         | 23 |
| 21 | Luca Boscoscuro    | Aprilia         | 21 |
| 22 | Tarō Sekiguchi     | Yamaha          | 20 |
| 23 | Riccardo Chiarello | Aprilia         | 15 |
| 24 | Marcellino Lucchi  | Aprilia         | 13 |
| 25 | Jerónimo Vidal     | Aprilia         | 13 |
| 26 | David Tomás        | Honda           | 11 |
| 27 | Nobuyuki Ohsaki    | Yamaha          | 6  |
| 28 | Hiroshi Aoyama     | Honda           | 3  |
|    | Osamu Miyazaki     | Yamaha          | 3  |
| 30 | Katja Poensgen     | Aprilia / Honda | 2  |
|    | Jay Vincent        | Yamaha          | 2  |
| 32 | Jarno Boesveld     | Yamaha          | 1  |

### Konstrukteurswertung
| 1 | Honda   | 361 |
| 2 | Aprilia | 345 |
| 3 | Yamaha  | 142 |

## 125-cm³-Klasse

### Rennergebnisse
|    | Datum  | Rennen                 | Strecke        | Platz 1           | Platz 2           | Platz 3           | Pole-Position     | Schn. Rennrunde   | Gesamtführender Fahrer | Gesamtführender Konstrukteur |
| -- | ------ | ---------------------- | -------------- | ----------------- | ----------------- | ----------------- | ----------------- | ----------------- | ---------------------- | ---------------------------- |
| 1  | 08.04. | GP von Japan           | Suzuka         | Masao Azuma       | Yōichi Ui         | Simone Sanna      | Masao Azuma       | Masao Azuma       | Masao Azuma            | Honda                        |
| 2  | 22.04. | GP von Südafrika       | Welkom         | Yōichi Ui         | Manuel Poggiali   | Noboru Ueda       | Yōichi Ui         | Yōichi Ui         | Yōichi Ui              | Derbi                        |
| 3  | 06.05. | GP von Spanien         | Jerez          | Masao Azuma       | Lucio Cecchinello | Gino Borsoi       | Yōichi Ui         | Masao Azuma       | Masao Azuma            | Honda                        |
| 4  | 20.05. | GP von Frankreich      | Le Mans        | Manuel Poggiali   | Mirko Giansanti   | Toni Elías        | Yōichi Ui         | Lucio Cecchinello | Masao Azuma            | Honda                        |
| 5  | 03.06. | GP von Italien         | Mugello        | Noboru Ueda       | Gino Borsoi       | Manuel Poggiali   | Yōichi Ui         | Noboru Ueda       | Gino Borsoi            | Honda                        |
| 6  | 17.06. | GP von Katalonien      | Barcelona      | Lucio Cecchinello | Toni Elías        | Manuel Poggiali   | Lucio Cecchinello | Stefano Perugini  | Manuel Poggiali        | Honda                        |
| 7  | 30.06. | 71. Dutch TT           | Assen          | Toni Elías        | Arnaud Vincent    | Steve Jenkner     | Gino Borsoi       | Toni Elías        | Manuel Poggiali        | Honda                        |
| 8  | 08.07. | GP von Großbritannien  | Donington      | Yōichi Ui         | Toni Elías        | Manuel Poggiali   | Toni Elías        | Yōichi Ui         | Manuel Poggiali        | Honda                        |
| 9  | 22.07. | 65. GP von Deutschland | Sachsenring    | Simone Sanna      | Toni Elías        | Manuel Poggiali   | Max Sabbatani     | Lucio Cecchinello | Manuel Poggiali        | Honda                        |
| 10 | 26.08. | GP von Tschechien      | Brünn          | Toni Elías        | Lucio Cecchinello | Steve Jenkner     | Toni Elías        | Toni Elías        | Manuel Poggiali        | Honda                        |
| 11 | 09.09. | GP von Portugal        | Estoril        | Manuel Poggiali   | Yōichi Ui         | Toni Elías        | Manuel Poggiali   | Yōichi Ui         | Manuel Poggiali        | Honda                        |
| 12 | 23.09. | GP von Valencia        | Valencia       | Manuel Poggiali   | Toni Elías        | Dani Pedrosa      | Toni Elías        | Gino Borsoi       | Manuel Poggiali        | Honda                        |
| 13 | 07.10. | GP des Pazifiks        | Motegi         | Yōichi Ui         | Manuel Poggiali   | Dani Pedrosa      | Yōichi Ui         | Yōichi Ui         | Manuel Poggiali        | Honda                        |
| 14 | 14.10. | GP von Australien      | Phillip Island | Yōichi Ui         | Manuel Poggiali   | Toni Elías        | Manuel Poggiali   | Max Sabbatani     | Manuel Poggiali        | Honda                        |
| 15 | 21.10. | GP von Malaysia        | Sepang         | Yōichi Ui         | Manuel Poggiali   | Lucio Cecchinello | Toni Elías        | Yōichi Ui         | Manuel Poggiali        | Honda                        |
| 16 | 03.11. | GP von Rio de Janeiro  | Jacarepagua    | Yōichi Ui         | Simone Sanna      | Arnaud Vincent    | Lucio Cecchinello | Simone Sanna      | Manuel Poggiali        | Honda                        |

### Fahrerwertung
| 1  | Manuel Poggiali   | Gilera    | 241 |
| 2  | Yōichi Ui         | Derbi     | 232 |
| 3  | Toni Elías        | Honda     | 217 |
| 4  | Lucio Cecchinello | Aprilia   | 156 |
| 5  | Masao Azuma       | Honda     | 142 |
| 6  | Gino Borsoi       | Aprilia   | 130 |
| 7  | Simone Sanna      | Aprilia   | 125 |
| 8  | Dani Pedrosa      | Honda     | 100 |
| 9  | Noboru Ueda       | TSR-Honda | 94  |
| 10 | Arnaud Vincent    | Honda     | 94  |
| 11 | Steve Jenkner     | Aprilia   | 94  |
| 12 | Mirko Giansanti   | Honda     | 75  |
| 13 | Max Sabbatani     | Aprilia   | 72  |
| 14 | Alex De Angelis   | Honda     | 63  |
| 15 | Jaroslav Huleš    | Honda     | 62  |
| 16 | Ángel Nieto jr.   | Honda     | 56  |

| 17 | Jakub Smrž           | Italjet | 28 |
| 18 | Gábor Talmácsi       | Honda   | 34 |
| 19 | Joan Olivé           | Honda   | 34 |
| 20 | Ángel Rodríguez      | Aprilia | 27 |
| 21 | Stefano Perugini     | Italjet | 25 |
| 22 | Gianluigi Scalvini   | Aprilia | 22 |
| 23 | Alessandro Brannetti | Aprilia | 22 |
| 24 | Pablo Nieto          | Derbi   | 21 |
| 25 | Jarno Müller         | Honda   | 18 |
| 26 | Raul Jara            | Aprilia | 9  |
| 27 | Eric Bataille        | Honda   | 8  |
| 28 | Andrea Ballerini     | Aprilia | 5  |
| 29 | Casey Stoner         | Honda   | 4  |
| 30 | Gaspare Caffiero     | Aprilia | 4  |
| 31 | Adrián Araujo        | Honda   | 3  |
| 32 | Hiroyuki Kikuchi     | Honda   | 1  |

### Konstrukteurswertung
| 1 | Honda     | 298 |
| 2 | Aprilia   | 267 |
| 3 | Gilera    | 241 |
| 4 | Derbi     | 232 |
| 5 | TSR-Honda | 94  |
| 6 | Italjet   | 42  |